# NSB Di 2
Die Baureihe Di 2 sind norwegische Rangierlokomotiven, die Norges Statsbaner beschaffte.

## Geschichte
Die Lokomotiven wurden 1954 und 1957 in je drei Exemplaren von MaK in Kiel gebaut. MaK entwickelte diese Maschine zunächst für die Stockholm-Nynäs-Järnväg AB in Schweden unter der Baureihenbezeichnung MaK 575 C. Dort wurden 1951 zwei Exemplare als SNJ 11 und 12 eingestellt.
Die sechs von MaK gebauten Di 2 wurden mit MaK Dieselmotoren mit 575 PS (423 kW) und einem Voith-Getriebe ausgerüstet, die gleiche Ausrüstung erhielten die 1958 von Thunes mekaniske verksted gebauten Lokomotiven 804 und 805. Die restlichen von Thunes zwischen 1961 und 1973 gebauten Maschinen erhielten BMV-Motoren. Die Höchstgeschwindigkeit beträgt 80 km/h bei einer Dienstmasse von 49 t.

## Verbleib
Die erste Lokomotive Di 2 808 wurde am 30. November 1981 ausgemustert, am 13. September 1983 folgte Di 2 805. Danach folgten nahezu jährlich weitere Maschinen, die letzten Exemplare wurden 1999 außer Dienst gestellt. Einige von ihnen blieben über zehn Jahre nach der Ausmusterung abgestellt, bis sie verschrottet wurden.

## XZ-Di 2
Einige Lokomotiven wurden 1999 dem Bereich NSB Berging og Beredskap (NSB BBJ) für Unterhaltungsarbeiten zugewiesen. Sie erhielten die Baureihenbezeichnung XZ-Di 2 als internes Gerät. Dies waren Di 2 839, 841 und  843. Die beiden letztgenannten sind seit 2009 dem Norsk Jernbanemuseum in Hamar zugewiesen.
Di 2 839 wurde 1991 für die Verwendung in der Fernsehserie Sesam Stasjon (norwegische Version der Sesamstraße) umlackiert. 2011 trug die Lokomotive eine grüne Farbgebung.

## Vy Berging og Beredskap Di 2
Mit dem Übergang von NSB auf Vy Norges Statsbaner AS ging die Di 2 839 am 24. April 2019 an Vy Berging og Beredskap (Vy BBJ).

## Erhaltene Lokomotiven
Folgende Lokomotiven sind erhalten:
- 817 – Bergen Teknisk Museum
- 827 – Norsk Jernbaneklubb (am 14. September 2010 verschrottet)
- 833 – Norsk Jernbanemuseum in Hamar – grün lackiert
- 841 – Norsk Jernbanemuseum
- 842 – Norsk Jernbanemuseum
- 848 – Setesdalsbanen

Die Lokomotiven 805, 807 und 817 wurden in Filmen der norwegischen Olsenbande verwendet.

## Skd 225 236
1997 wurde die Lok 854 in den Niederlanden mit einem Caterpillar-Motor mit 720 PS (530 kW) ausgerüstet. Dabei wurde das Führerhaus modernisiert. Die Lokomotive, die danach von CargoNet eingesetzt wurde, wurde als einziger Rangiertraktor unter der Bezeichnung Skd 225 mit der Nummer 236 eingereiht. Die Lokomotive wurde im Dezember 2012 verschrottet.